# Giro dell'Emilia 1962
Il Giro dell'Emilia 1962, quarantaseiesima edizione della corsa, si svolse il 4 ottobre 1962 su un percorso di 221 km. La vittoria fu appannaggio dell'italiano Bruno Mealli, che completò il percorso in 5h55'35", precedendo il connazionale Walter Martin e lo spagnolo Antonio Suárez.

## Ordine d'arrivo (Top 10)
| Pos. | Corridore         | Squadra              | Tempo    |
| ---- | ----------------- | -------------------- | -------- |
| 1    | Bruno Mealli      | Ignis                | 5h55'35" |
| 2    | Walter Martin     | Carpano              | s.t.     |
| 3    | Antonio Suárez    | Funcor-Munguia       | s.t.     |
| 4    | Vittorio Adorni   | Philco               | s.t.     |
| 5    | Arnaldo Pambianco | Ignis                | s.t.     |
| 6    | Angelino Soler    | Funcor-Munguia       | s.t.     |
| 7    | Guido De Rosso    | Molteni              | s.t.     |
| 8    | Franco Cribiori   | San Pellegrino Sport | s.t.     |
| 9    | Giuseppe Dante    | Legnano              | s.t.     |
| 10   | Giorgio Zancanaro | Philco               | s.t.     |